# الشعيرة (مصر)
قرية الشعيرة هي إحدى القرى التابعة لمركز إيتاي البارود في محافظة البحيرة في جمهورية مصر العربية. حسب إحصاءات سنة 2006، بلغ إجمالي السكان في الشعيرة 4066 نسمة، منهم 2014 رجل و2052 امرأة.